# Jan (Popow)
Jan, imię świeckie Siergiej Popow (ros. Сергей Попов; ur. 1 września 1960 w Irkucku) – rosyjski biskup prawosławny.

## Życiorys
Urodził się w rodzinie urzędniczej. Ukończył studia historyczne na Państwowym Uniwersytecie im. Żdanowa w Irkucku. Po uzyskaniu dyplomu podjął pracę wykładowcy na uniwersytecie w Nowosybirsku, jednak w 1983 zrezygnował z tego zajęcia i został chórzystą w soborze Ikony Matki Bożej „Znak” w Irkucku. Pełnił także obowiązki hipodiakona biskupa irkuckiego i czytyjskiego Juwenaliusza (Tarasowa). Po jego przeniesieniu na katedrę kurską i biełgorodzką przeniósł się do Kurska razem z biskupem jako jego osobisty sekretarz. W tym okresie ukończył naukę w leningradzkim seminarium duchownym, następnie Akademii Duchownej.
30 marca 1990 złożył wieczyste śluby zakonne, przyjmując imię Jan. 4 kwietnia tego samego roku został wyświęcony na hierodiakona, zaś 7 kwietnia – na hieromnicha. W czerwcu został mianowany ihumenem, zaś w grudniu 1991 stanął na czele ponownie otwartego po okresie radzieckim seminarium duchownego w Kursku. Od 1993 archimandryta.
4 kwietnia 1993 został wyświęcony na biskupa biełgorodzkiego, wikariusza eparchii kurskiej i biełgorodzkiej. Po jej podziale został 18 czerwca 1995 ordynariuszem nowo powstałej eparchii biełgorodzkiej i starooskolskiej. Od 26 grudnia 1995 jest również przewodniczącym Wydziału Misyjnego Rosyjskiego Kościoła Prawosławnego. 17 czerwca 1996 został rektorem nowo powstałego seminarium duchownego w Biełgorodzie. 18 lutego 1999 podniesiony do godności arcybiskupiej, zaś w 2012 – do godności metropolity.